# Erik Erstad-Jørgensen
Erik Erstad-Jørgensen (* 17. November 1871 in Kopenhagen; † 12. Mai 1945 in Hørsholm) war ein dänischer Gartenarchitekt.

## Leben
Erstad-Jørgensen machte eine gärtnerische Ausbildung in der Gärtnermeisterschule von Rosenborg und eine Ausbildung als Gartenarchitekt an der Kopenhagener Kunstakademie bei Edvard Glæsel. Er war ab 1898 in Kopenhagen als Gartenarchitekt tätig und wurde 1907 Mitglied im Vorstand der königlich dänischen Gartenbaugesellschaft.
Erstad-Jørgensen gestaltete zahlreiche kommunale Parkanlagen in Kopenhagen und größeren dänischen Städten, aber auch den Pildammspark in Malmö. Er publizierte ein Buch über Villengärten (Villahaven, 1900).